# Zijdemosdiertje
Het zijdemosdiertje (Vesicularia spinosa) is een mosdiertjessoort uit de familie van de Vesiculariidae. De wetenschappelijke naam van de soort is, als Sertularia spinosa, voor het eerst geldig gepubliceerd in 1758 door Carl Linnaeus.